# ناحیه کاگادی
ناحیه کاگادی (به لاتین: Kagadi District) یک منطقهٔ مسکونی در اوگاندا است که در استان غربی، اوگاندا واقع شده‌است. ناحیه کاگادی ۱٬۳۵۰ متر بالاتر از سطح دریا واقع شده‌است.